# Nya Varvet, Gröndal
Nya Varvet, eller Gröndalsvarvet, var ett småbåtsvarv i Gröndalshamnen i Gröndal i södra Stockholm. 

## Historik
Verksamheten vid Gröndalsvarvet startade omkring 1910. Från 1920-talets början huserade båtbyggeriet Nya Varvet i byggnaden. Exakt hur gammal varvsbyggnaden är med alla sina om- och tillbyggnader är svårt att fastställa, men troligen härrör den idag bevarade äldsta delen från 1910-talet. Norr om Gröndalsvarvet låg mellan 1920-talet och 1954 Janssons båtsvarv som byggde motorbåtar. Nya Varvet byggde mälarbåtar, skärgårdskryssare, motorbåtar och roddbåtar. 
Nya Varvet förvärvades 1931 av Göta segelsällskap som stannade här till 1984 då man flyttade till sin nuvarande plats vid Långholmskanalen. Samtidigt bildades Träbåtssällskapet Skeppsmyran, som tog över Götas lokaler. Föreningen bevarar den gamla varvsbyggnaden som en sista rest av den kåkstad för hantverk som fanns här.

## Bilder, Träbåtssällskapet Skeppsmyran

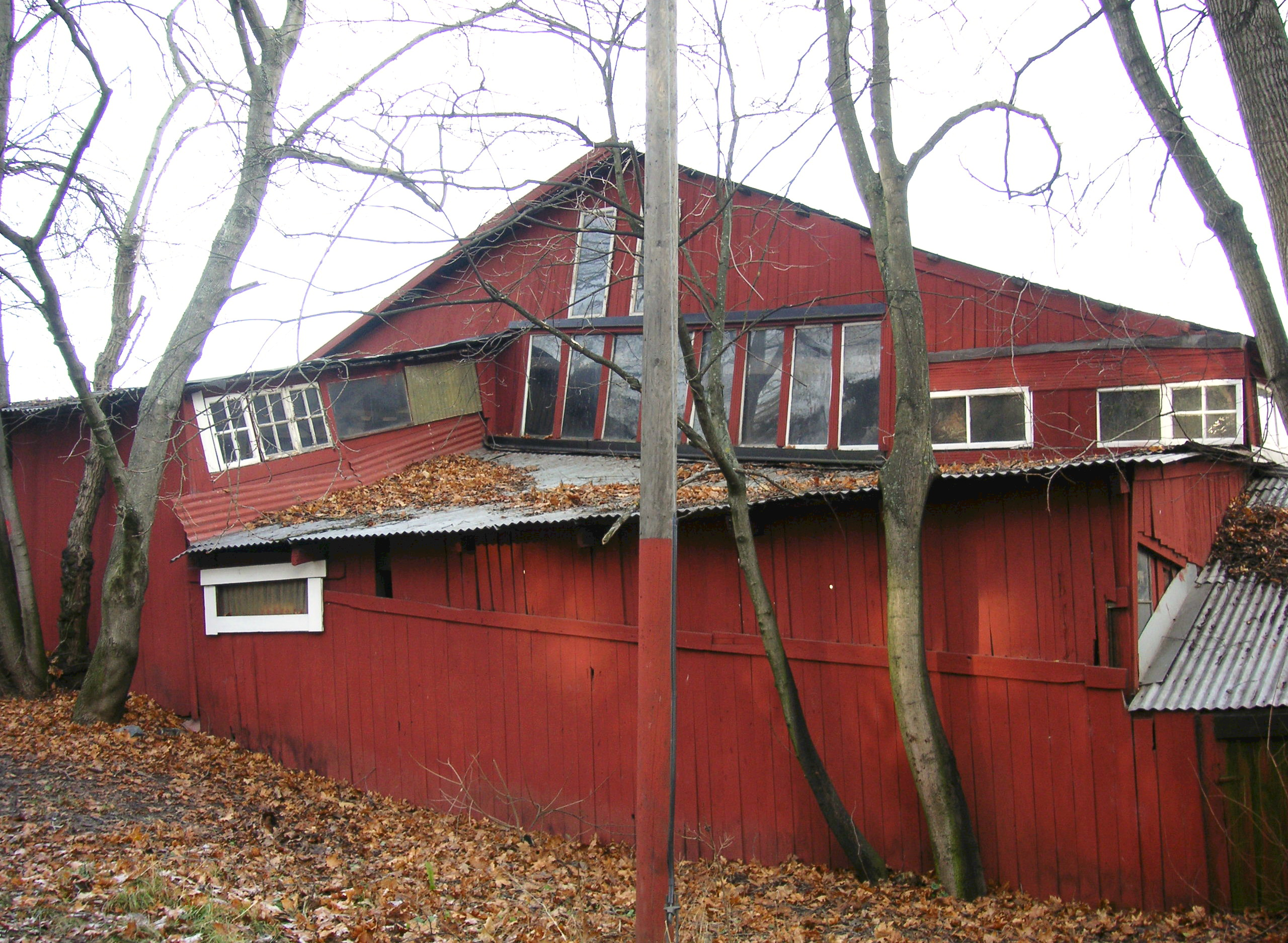
Varvet 2005
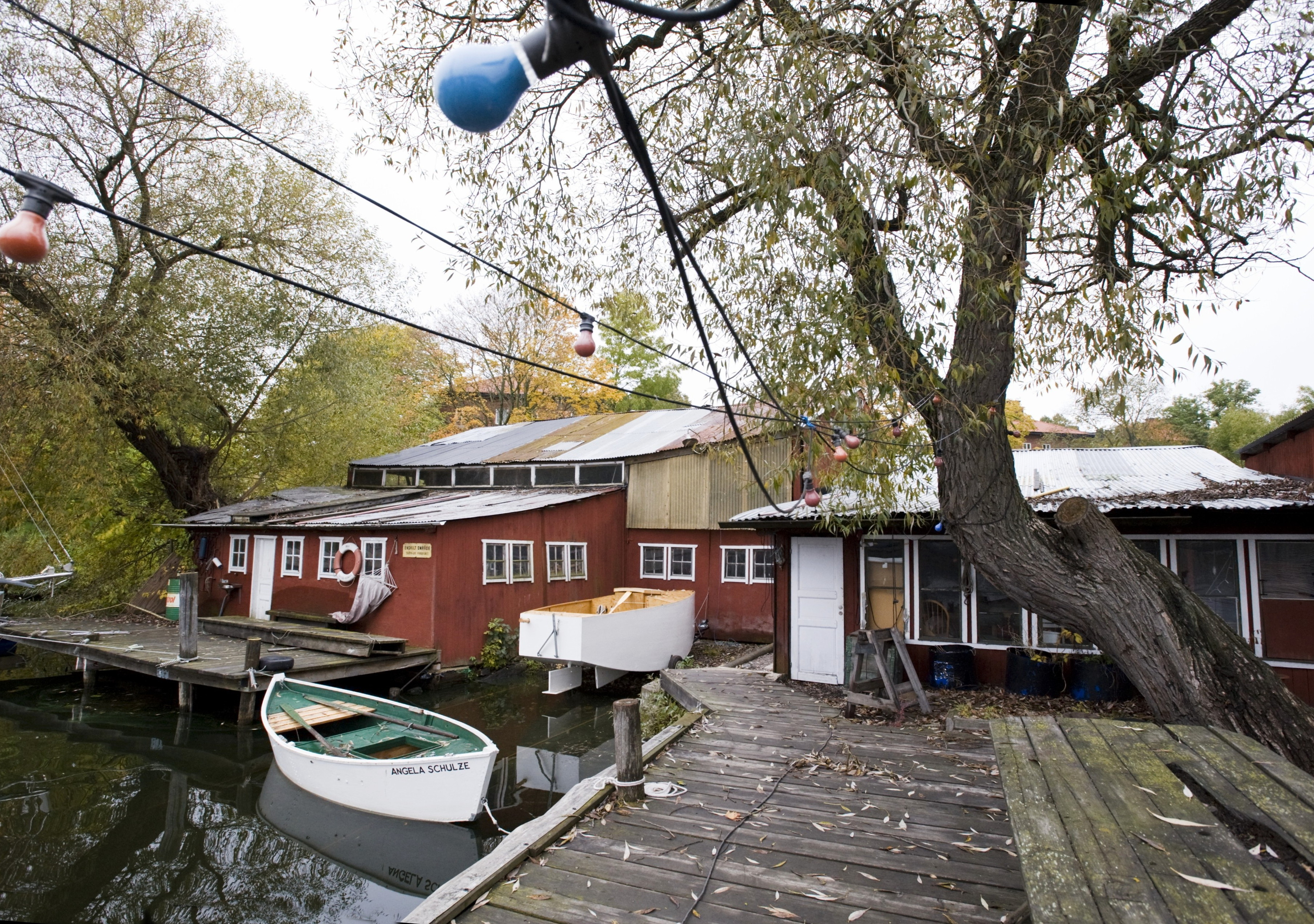
Varvet, 2009
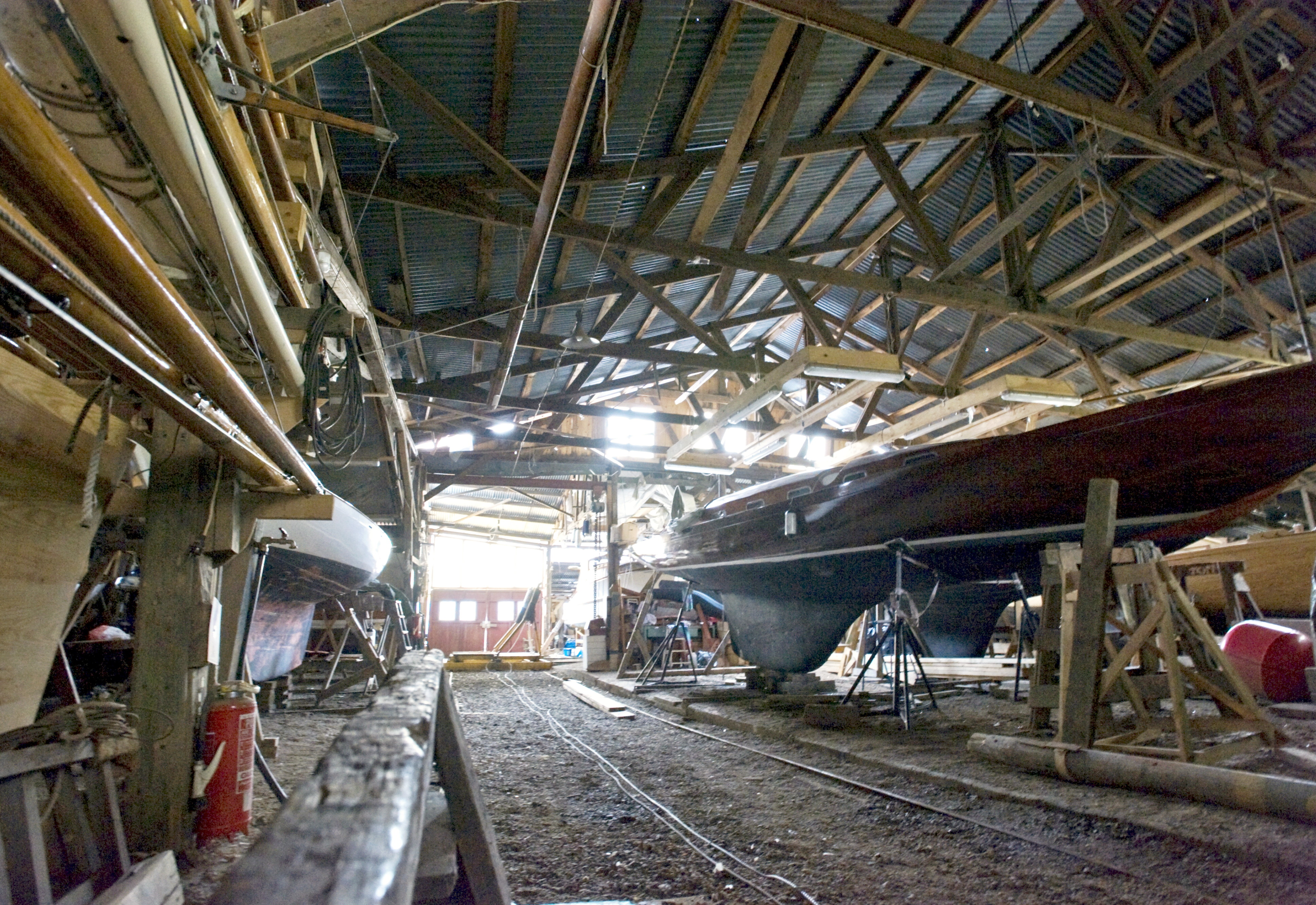
Interiör, 2009
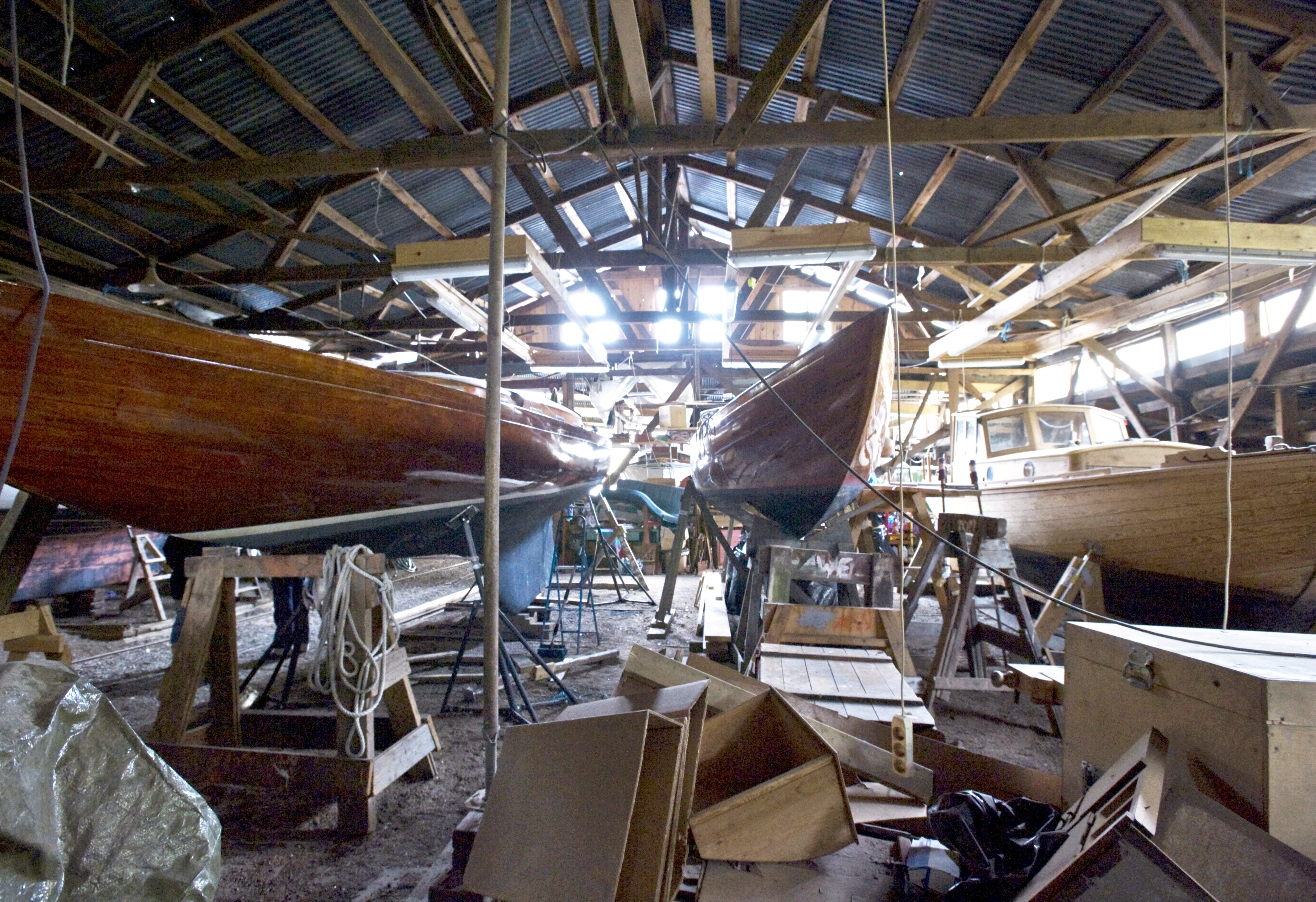
Interiör, 2009